# Veritasaga
Veritasaga a fost o trupa românească de muzica hip-hop fondată la sfârșitul anilor '90 în București. Ea are în componență patru membri: DJ Sonia, Praetor, Jhivago și Dribbler. Membrii originali, Praetor, Jhivago și Dribbler au evoluat în prealabil pentru o scurtă perioadă (1999-2001) sub numele Triada.

## Veritasaga acum
Clasificate ocazional ca hip-hop alternativ, piesele Veritasaga îmbină cu succes sunetul clasic al hip-hop-ului cu influențe neo-soul, chill-out și electronică, distingându-se printr-un stil unic și inconfundabil.

## Biografie
Fondată la sfârșitul anilor '90 de Jhivago, Praetor și Dribbler, Veritasaga și-a început activitatea într-o perioadă în care industria muzicală românească era încă reticentă în ceea ce privește muzica hip-hop și cultura Hip-hop. Refuzând încadrarea în tipare și repere devenite clișee timpurii ale acestui gen muzical, membrii Veritasaga au ales să respecte propriile convingeri pentru a-și afirma identitatea artistică. Astfel au urmat ore de studio "finanțate" cu banii din alocații, concerte pro bono, apariții pe diverse mix-tape-uri și numeroase colaborări cu artiștii din zona underground.
Membrii inițiali au colaborat foarte strâns cu Connect-R. Acesta a ales, însă, calea muzicii comerciale în detrimentul anonimatului underground-ului. 
În 2001 a fost printre primele trupe afiliate label-ului Hades Records. Căile de promovare s-au diversificat, s-a depășit momentul "ascultă și dă mai departe". Publicul ascultător de muzică hip-hop s-a transformat treptat într-un nucleu de fani, și, inevitabil Veritasaga s-a impus drept un nume reprezentativ în hip-hop-ul autohton.

## Discografie
| Coperta Albumului | Data realizării | Titlul                | Casa de discuri |
|                   | 2003            | Punct. Și de la capăt | Independent     |
|                   | 2007            | Cu alți ochi          | Hades Records   |

### Punct. Și de la capăt
În 2003 a fost lansat (oficial) primul material Veritasaga și anume albumul "Punct. Și de la capăt". În ciuda faptului că era un material independent, promovat prin mijloace proprii, acesta a avut un succes nesperat, fiind ascultat de o mulțime de persoane. O mare contribuție a avut-o și internet-ul, fiind mediul principal de răspândire. Albumul se remarcă printr-un sound inedit, melancolic, meditativ și chiar trist, neobișnuit pentru fanii Hip-Hop-lui. Cu acest album Veritasaga a câștigat un număr impresionant de fani, pornind un adevarat curent în zona underground.

### Cu alți ochi
În 2004 Praetor părăsește țara, iar DJ Sonia devine membru oficial al trupei. Urmează concerte la București, Oradea, Timișoara, Constanța, Iași, Piatra Neamț, Craiova, Târgoviște, Cluj, Hunedoara, Brașov și desigur, sute de ore petrecute în studio pentru înregistrarea noului album.
În 2007, la 4 ani după "Punct. Și de la capăt", și după mai mult de 16 luni în studio, Veritasaga se află la debutul "oficial", cu albumul "Cu alți ochi". Atent lucrat, până la cel mai mic detaliu, cu o producție și o post-producție la nivel internațional, materialul de 16 piese și 21 track-uri promite să ofere ascultătorului o perspectivă inedită asupra acestui gen muzical. Una din surprizele și controversele materialului o constituie prezența lui Praetor, care, contrar zvonurilor, nu a părăsit Veritasaga odată cu plecarea sa din România. Acesta a înregistrat într-un studio din Australia, special pentru acest album, dovedind că distanța nu constituie un impediment în calea pasiunii.

## Colaborări
La capitolul colaborări, Veritasaga nu s-a oprit doar la artiștii din zona hip-hop, ci a lucrat și alături de producători, soliști și instrumentiști talentați din alte genuri: muzică electronică, soul, jazz și rock alternativ. Printre invitații de pe album se numără și: Șuie Paparude, Cătălin (Coma), Bitza, Funktastics, Butch și DJ Undoo (Dagga), Kombat (K.S.T), DJ Faibo X (U.S.M), Aforic, Nimeni Altu' și Simina.